# 1841 год в истории железнодорожного транспорта
1841 год в истории железнодорожного транспорта

## События

### Март
- 1 Марта  – открытие железной дороги Манчестер и Лидс, она первая пересекает Пеннинские горы, Англия (через туннель Summit Tunnel).[1]
- 29 Марта – Железная дорога Глазго, Пейсли и Гринок. Открылась между железнодорожной станцией Глазго Бридж-стрит и Гринок.

### Май
- Май – Джеймс Боуэн избран в качестве президента компании Erie Railroad.[2]

### Июнь
- 14 июня – Между Бристолем и Бриджуотером открыт первый участок железной дороги Бристоль-Эксетер.[3][4]
- 30 июня – Западная железная дорога Англии завершена на всей протяжности между Лондоном и железнодорожной станцией Бристоль Темпл Мидс, включая туннель Бокс.[5]

### Июль
- открыт виадук долины Уз (англ. Ouse Valley Viaduct), расположенный в районе Мид-Суссекс, графство Западный Суссекс, Англия. Находится между городом Хейвардс-Хит[англ.] на юге и деревней Балкомб[англ.] на севере
- 5 июля – Томас Кук  организует свою первую экскурсию, взяв 570 сторонников трезвости на железную дороге Midland County из Лестера на митинг в Лафборо, Англия.[6]

### Сентябрь
- 19 сентября состоялось торжественное открытие первой международной железнодорожной линии Страсбург — Базель.
- 21 сентября – Лондонская и брайтонская железная дорога открыта на всей территории Англии.[7]

### Дата неизвестна
- Чертежник Уильям Хау и Уильям Уильямс из Robert Stephenson and Company в Ньюкасл-апон-Тайне создали парораспределительный механизм Стефенсона, названного так в честь директора завода — Роберта Стефенсона.
- Андерсон Джозеф Рид становится менеджером американской фирмы по производству паровозов Tredegar Iron Works.